# André Göransson
André Göransson (Räng, 30 april 1994) is een Zweeds tennisser die voornamelijk actief is in het dubbelspel.

## Carrière
Göransson won in 2020 zijn eerste ATP-toernooi, samen met Christopher Rungkat won hij het ATP-toernooi van Pune in het dubbelspel. Hij heeft ook negen challengers in het dubbelspel op zijn naam staan. In 2021 bereikte hij de kwartfinale op Wimbledon in het dubbelspel.

## Palmares
| Legenda                       | Legenda               |
| ----------------------------- | --------------------- |
| Grand Slam                    |                       |
| Olympische Spelen             |                       |
| tot 2009                      | vanaf 2009            |
| Tennis Masters Cup            | ATP Finals            |
| ATP Masters Series            | ATP Tour Masters 1000 |
| ATP International Series Gold | ATP Tour 500          |
| ATP International Series      | ATP Tour 250          |

### Dubbelspel
| Nr.                          | Datum            | Toernooi      | Ondergrond    | Partner             | Tegenstanders in finale                      | Score            | Details |
| ---------------------------- | ---------------- | ------------- | ------------- | ------------------- | -------------------------------------------- | ---------------- | ------- |
| gewonnen finales herendubbel |                  |               |               |                     |                                              |                  |         |
| 1.                           | 9 februari 2020  | ATP Pune      | Hardcourt     | Christopher Rungkat | Jonathan Erlich Andrei Vasilevski            | 6-2, 3-6, [10-8] | details |
| verloren finales herendubbel |                  |               |               |                     |                                              |                  |         |
| 1.                           | 29 mei 2021      | ATP Belgrado  | Gravel        | Rafael Matos        | Jonathan Erlich Andrei Vasilevski            | 4-6, 1-6         | details |
| 2.                           | 27 februari 2022 | ATP Santiago  | Gravel        | Nathaniel Lammons   | Rafael Matos Felipe Meligeni Rodrigues Alves | 6-7, 6-7         | details |
| 3.                           | 1 mei 2022       | ATP Estoril   | Gravel        | Máximo González     | Nuno Borges Francisco Cabral                 | 2-6, 3-6         | details |
| Gewonnen challengers         |                  |               |               |                     |                                              |                  |         |
| 1.                           | 1 oktober 2017   | Tiburon       | Hardcourt     | Florian Lakat       | Marcelo Arevalo Miguel-Angel Reyes-Varela    | 6-4, 6-4         |         |
| 2.                           | 29 juli 2018     | Tampere       | Gravel        | Markus Eriksson     | Ivan Gachov Aleksandr Pavlioöettsjenkov      | 6-3, 3-6, [10-7] |         |
| 3.                           | 24 februari 2019 | Morelos       | Hardcourt     | Marc-Andrea Huesler | Gonzalo Escobar Luis David Martínez          | 6-3, 3-6, [11-9] |         |
| 4.                           | 28 juli 2019     | Granby        | Hardcourt     | Sem Verbeek         | Zhe Li Hugo Nys                              | 6-2, 6-4         |         |
| 5.                           | 8 september 2019 | Cassis        | Hardcourt     | Sem Verbeek         | Sander Arends David Pel                      | 7-6, 4-6, [11-9] |         |
| 6.                           | 24 januari 2021  | Istanboel     | Hardcourt (i) | David Pel           | Lloyd Glasspool Harri Heliovaara             | 4-6, 6-3, [10-8] |         |
| 7.                           | 9 mei 2021       | Biella        | Gravel        | Nathaniel Lammons   | Rafael Matos Felipe Meligeni Rodrigues Alves | 7-6, 6-3         |         |
| 8.                           | 14 augustus 2022 | Chicago       | Hardcourt     | Ben McLachlan       | Evan King Mitchell Krueger                   | 6-4, 6-7, [10-5] |         |
| 9.                           | 21 augustus 2022 | Vancouver     | Hardcourt     | Ben McLachlan       | Treat Huey John-Patrick Smith                | 6-7, 7-6, [11-9] |         |
| 10.                          | 7 januari 2023   | Canberra      | Hardcourt     | Ben McLachlan       | Andrew Harris John-Patrick Smith             | 6-3, 5-7, [10-5] |         |
| 11.                          | 26 februari 2023 | Monterrey     | Hardcourt     | Ben McLachlan       | Luis David Martínez Cristian Rodríguez       | 6-3, 6-4         |         |
| 12.                          | 19 november 2023 | Drummondville | Hardcourt (i) | Toby Samuel         | Liam Draxl Giles Hussey                      | 6-7, 6-3, [10-8] |         |
| 13.                          | 26 november 2023 | Brasilia      | Gravel        | Nicolás Barrientos  | Marcelo Demoliner Rafael Matos               | 7-6, 4-6, [11-9] |         |

## Resultaten grote toernooien

### Dubbelspel
| Legenda | Legenda                          |
| ------- | -------------------------------- |
| g.t.    | geen toernooi gehouden           |
| l.c.    | lagere categorie                 |
| –       | niet deelgenomen                 |
| G       | uitgeschakeld in de groepsfase   |
| 1R      | uitgeschakeld in de eerste ronde |
| 2R      | uitgeschakeld in de tweede ronde |
| 3R      | uitgeschakeld in de derde ronde  |
| 4R      | uitgeschakeld in de vierde ronde |
| KF      | uitgeschakeld in de kwartfinale  |
| HF      | uitgeschakeld in de halve finale |
| F       | de finale verloren               |
| W       | het toernooi gewonnen            |
| w-v     | winst/verlies-balans             |

| grandslamtoernooien |    |      |
| Australian Open     | –  | 1R   |
| Roland Garros       | –  | 1R   |
| Wimbledon           | KF | 1R   |
| US Open             | 1R | 2R   |
| olympisch           |    |      |
| Olympische Spelen   | –  | g.t. |
| statistieken        |    |      |
| titels per jaar     | 1  | 0    |
| eindejaarsranking   | 65 |      |